# 10177 Ellison
10177 Ellison eller 1996 CK9 är en asteroid i huvudbältet som upptäcktes den 10 februari 1996 av Spacewatch vid Kitt Peak-observatoriet. Den är uppkallad efter den amerikanska fantasy- och science fiction författaren Harlan Ellison.
Asteroiden har en diameter på ungefär 5 kilometer.